# Roussines (Charente)
Roussines – miejscowość i gmina we Francji, w regionie Nowa Akwitania, w departamencie Charente.
Według danych na rok 1990 gminę zamieszkiwały 374 osoby, a gęstość zaludnienia wynosiła 23 osoby/km² (wśród 1467 gmin regionu Poitou-Charentes, Roussines plasuje się na 649. miejscu pod względem liczby ludności, natomiast pod względem powierzchni na miejscu 531.).